# Kriger (tv-serie)
Kriger er en dansk tv-serie, som havde premiere på TV 2 den 8. oktober 2018.

## Handling
CC vender hjem efter aktiv militærtjeneste for Danmark i verdens krigszoner gennem ti år. Han er plaget af skyld over sin bedste vens død. 
For at lindre smerten tilbyder han at hjælpe sin bedste vens enke med at fælde rockerkongen Tom ved at infiltrere rockergruppen Wolves, som brutalt styres af Tom. Han samarbejder med politiet undervejs for at fælde rockergruppen.

## Medvirkende
| Skuepsiller                | Rolle                |
| -------------------------- | -------------------- |
| Dar Salim                  | CC                   |
| Danica Curcic              | Louise               |
| Lars Ranthe                | Tom                  |
| Jakob Oftebro              | Peter                |
| Søren Malling              | Finn                 |
| Marco Ilsø                 | Mads                 |
| Jens Ferdinand Holmberg    | Max                  |
| Steffen Brink Jensen       | Påfuglen             |
| Kenneth M. Christensen     | Røde                 |
| Jan Brandi                 | MK                   |
| Niclas Patrick Bonfils     | Mik                  |
| Kasper Leisner             | Henrik               |
| Karina Fogh Holmkjær       | Joy                  |
| Jens Erik Meier            | Biker 9              |
| Nicolai Jandorf            | Store Claus          |
| Natalie Madueño            | Søs                  |
| Rudi Køhnke                | Jack                 |
| Omar Shargawi              | Akhmed               |
| Benjamin Kitter            | Anders               |
| Andrea Vagn Jensen         | Grethe               |
| Olaf Johannessen           | Jakkesættet          |
| Munir Aoun                 | Ali                  |
| Katrine Greis-Rosenthal    | Bets                 |
| Nicolas Bro                | Vildmanden           |
| Henrik Noél Olesen         | Bestyrer Byggemarked |
| Lulu Nielsen               | Biker Babe 1         |
| Karina Grøndal Christensen | Biker Babe 2         |
| Kim Engelhardt Hammer      | Biker 4              |
| Hassan L. Hessel           | Biker 7              |
| Jakob Candy Kolborg        | Biker 2              |
| Jens Madsen                | Biker 6              |
| Thomas Mundt               | Biker                |
| Nibster Nibst              | Biker 5              |
| Michael Bjørn Schumer      | Biker 1              |
| Thomas Kjærgaard Sivertsen | Biker 3              |

## Modtagelse
På bagrund af seriens tre første episoder gav Soundvenue serien 5 stjerner ud af 6 mulige.
Serien har modtaget kritik af finaleepisodens afslutning. Man mente, at slutningen var for hurtig, tam og uforløst.
Soundvenue endte med, at give serien 4 ud af 6 stjerner, og kritiserede afslutning på serien, som værende uforløsende. Men Soundvenue anmelder synes at karakteristisken af rockermiljøet var godt.